# إنف (جين)
Env أو إنڤ هو جين فيروسي يشفِّر البروتين المكون للغلاف الفيروسي. يسمح التعبير عن جين env للفيروسات الراجعة باستهداف خلايا محددة والارتباط بها، ثم الدخول إليها عبر الغشاء الخلوي.
تقترح دراسة بنية وتسلسل العديد من جينات env المختلفة أن بروتيناته هي آلات دمج من النوع 1. ترتبط آلات الدمج من النوع 1 بمستقبل مستهدف على سطح الخلية، وهو ما يُحدِث تغيرا هيئيا ويسمح بارتباط بروتين الاندماج. يُدرِج ببتيد الدمج نفسه في غشاء الخلية المضيفة ويقرب غشائها البلازمي بشكل كبير جدا من الغلاف الفيروسي لتسهيل اندماج الغشائين.
رغم وجود العديد من الاختلافات المعتبرة في جين Env بين الفيروسات الراجعة، إلا أنه يتواجد دائما مع الاتجاه بعد جين كعام وpro وبي أوة ال. يجب أن يخضع الرنا الرسول الخاص بـenv للتوصيل قبل أن تتم ترجمته. الناتج الجيني الناضج من جين env هو بروتين الحسكة الفيروسي الذي يتكون من جزئين: بروتين السطح (SU) والبروتين عبر الغشائي (TM). يُحدَّد انتحاء الفيروس عبر نطاق بروتين السطح لأنه مسؤول على وظيفة ارتباط الفيروس بالمستقبل. وعليه يُحدِّد نطاق فيروس السطح تخصص الفيروس بنوع محدد من المستقبلات.